# Brachydesmus mitis
Brachydesmus mitis är en mångfotingart som först beskrevs av Berlese 1891.  Brachydesmus mitis ingår i släktet Brachydesmus och familjen plattdubbelfotingar. Inga underarter finns listade i Catalogue of Life.